# Modicogryllus badius
Modicogryllus badius är en insektsart som beskrevs av Andrej Vasiljevitj Gorochov 1988. Modicogryllus badius ingår i släktet Modicogryllus och familjen syrsor. Inga underarter finns listade i Catalogue of Life.